# لومون
بارك سولومون (مواليد 11 نوفمبر 1999) هو ممثل كوري جنوبي ولد في أوزبكستان بدأ مسيرته الفنية عام 2014، أشتهر لدوره في مسلسل كلنا موتى (2022).

## اعماله

### مسلسلات تلفزيونية
| عام  | عنوان              | الدور                  | Ref.  |
| ---- | ------------------ | ---------------------- | ----- |
| 2014 | عروس المدينة       | تشوي كانغ-جو (الشاب)   | [ 3 ] |
| 2014 | الساحرات الأسطورية | ما دو-هيون (الشاب)     | [ 3 ] |
| 2015 | الاطباء            | هونغ جي هونغ (المراهق) | [ 4 ] |
| 2016 | الملك التسوق لوي   |                        | [ 5 ] |
| 2017 | احترس              | يون سي-وان             | [ 6 ] |

### مسلسلات ويب
| عام       | عنوان                        | الدور         | ملاحظة      | Ref.        |
| --------- | ---------------------------- | ------------- | ----------- | ----------- |
| 2017      | الانتقام الحلو               | شين جي-هون    |             | [ 7 ]       |
| 2019      | المظهرية                     | وين شواي/كريس | دراما صينية | [ 3 ]       |
| 2022–2024 | كلنا موتى                    | لي سو-هيوك    |             | [ 8 ] [ 9 ] |
| 2022      | الانتقام من الآخرين          | جي سو-هيون    |             | [ 10 ]      |
| 2024      | العلامة التجارية في سيونغ-هو | اون-هو        |             | [ 11 ]      |
| 2024      | خطة العائلة                  | بايك جي-هون   |             | [ 12 ]      |

## روابط خارجية
- لومون على موقع IMDb (الإنجليزية)
- لومون على موقع ألو سيني (الفرنسية)
- لومون على موقع قاعدة بيانات الفيلم (الإنجليزية)
- لومون على موقع كينوبويسك (الروسية)